# 서귀포 선덕사 묘법연화경
서귀포 선덕사 묘법연화경(善德寺 妙法蓮華經)은 대한민국 제주특별자치도 서귀포시 상효동, 선덕사에 있는 조선시대의 불경이다. 2003년 7월 2일 제주특별자치도의 유형문화재 제19호로 지정되었다.

## 참고 문헌
- 선덕사소장 묘법연화 - 국가유산청 국가유산포털